# Балкански смесени гори
Балканските смесени гори е екорегион в Югоизточна Европа, част от биома на Умерените широколистни и смесени гори и биогеографската област Палеарктика.
Обхваща повечето равнинни и нископланински области в централната и източна част на Балканския полуостров, южно от Карпатите и източно от Динарските планини, на територията на Албания, Босна и Херцеговина, България, Гърция, Косово, Румъния, Северна Македония, Сърбия и Турция.
Растителността е с централноевропейски характер, биоразнообразието е относително високо, с голям брой растителни ендемити. Характерни са смесените дъбови гори, доминирани от благун (Quercus frainetto), често разкъсвани от гори от бор (Pinus sp.), обикновена ела (Abies alba) и обикновен смърч (Picea abies), горски пасища и ливади. По-високите долини и сенчести склонове са заети от гори, доминирани от обикновен бук (Fagus sylvatica) и габър (Carpinus sp.).